# Залізничний транспорт Танзанії

Мережа залізниць Танзанії
(interactive version)
Колія 1000 мм (3 ft 3⅜ in),
Колія 1067 мм (3 ft 6 in) (TaZaRA)

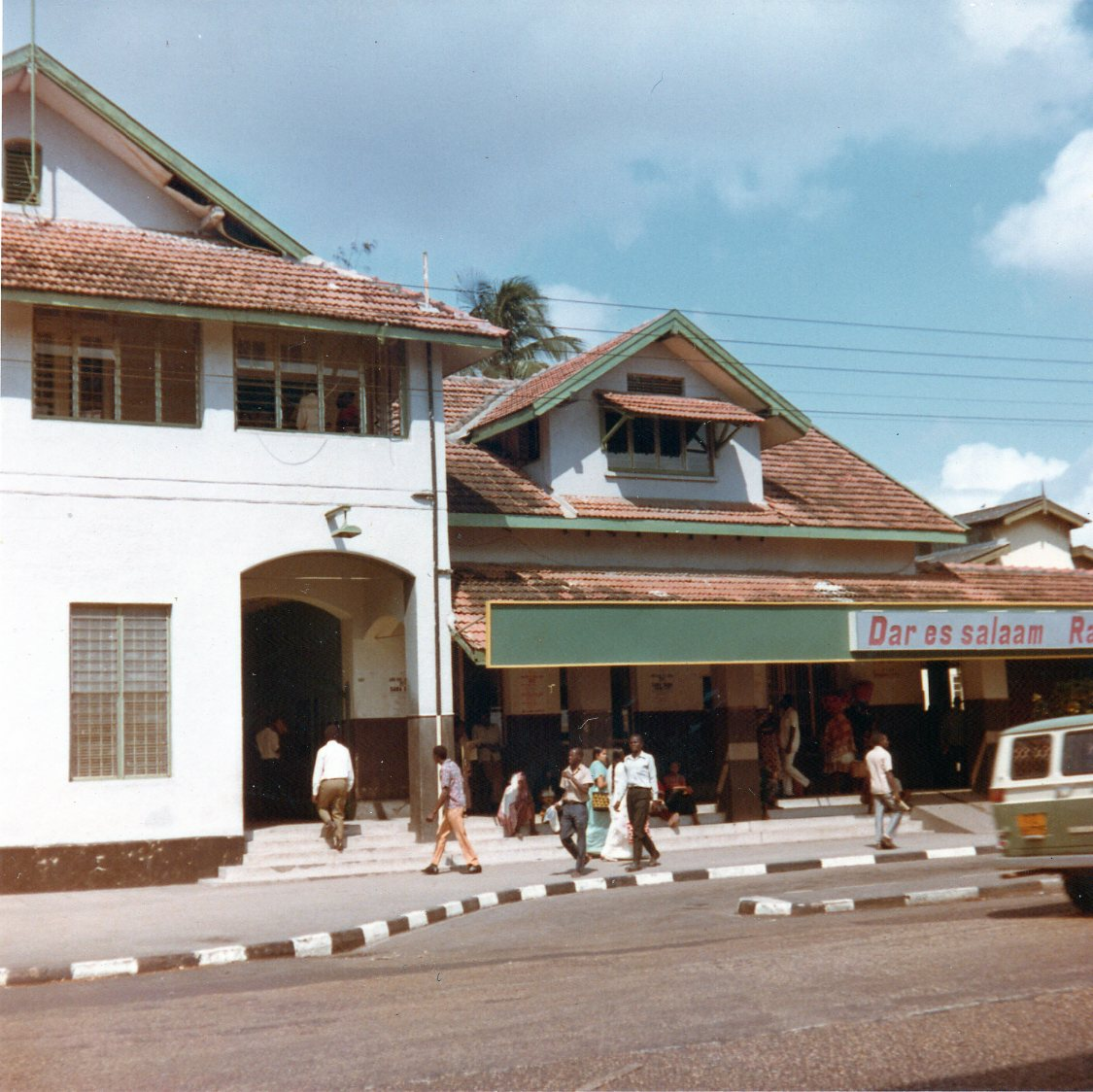
Станція Дар-ес-Салам в 1973.

Залізничний транспорт в Танзанії діє під орудою двох компаній (Tanzania Railways Corporation і TAZARA). Історично використовується вузькі колії — 1000 мм та 1067 мм.

## Залізничні лінії
- Залізниця Ісака — Кігалі[en] — планована залізниця, 1435 мм
- Центральна лінія[en] — діюча залізниця, 1000 мм
- Залізниця Південної провінції[en] — історична залізниця, 610 мм
- TAZARA — діюча залізниця, 1067 мм
- Залізниця Усамбара[en] — діюча залізниця, 1000 мм

## Залізничне сполучення з іншими країнами
- Бурунді — немає — планована залізниця з шириною колії 1435 мм
- ДР Конго — з 2007 року немає залізничного поромного сполучення між Кігома та Калеміє, лінія у ДР Конго до Калеміє не існує через руйнацію моста. Різна колія: 1000 мм / 1067 мм
- Кенія — є — 1000 мм, але лінія між Моші та Вої не експлуатується вже багато років.
- Малаві — немає — різна колія 1000 мм/1067 мм
- Мозамбік — немає — різна колія 1000 мм/1067 мм
- Руанда — немає — планована залізниця з шириною колії 1435 мм [1]
- Уганда — є — 1000 мм — через залізничний пором з Мванза до Порт Белл або Джинджа.
- Замбія — є — 1067 мм